# Abraxas gunsana
Abraxas gunsana là một loài bướm đêm trong họ Geometridae.